# Ligue de diamant 2018
Navigation
La 9e édition de la Ligue de diamant (en anglais : 2018 IAAF Diamond League) se déroule du 3 mai au 31 août 2018. Organisée par l'Association internationale des fédérations d'athlétisme, cette compétition regroupe comme lors des éditions précédentes quatorze meetings internationaux répartis sur quatre continents.
La Ligue de diamant 2018 débute le 4 mai 2018 à Doha et se poursuit à Shanghai, Eugene, Rome, Oslo, Stockholm, Paris, Lausanne, Rabat, Monaco, Londres et Birmingham. Le classement établi à l'issue des 12 premiers meetings détermine les qualifiés pour les finales, qui se déroulent successivement les 29 et 31 août 2018 à Zurich et Bruxelles. Le vainqueur de chaque finale remporte le trophée de la Ligue de diamant 2018.

## Compétition

### Épreuves
| Sprint            | Demi-fond     | Fond    | Haies                                         | Sauts                                                         | Lancers                                            |
| ----------------- | ------------- | ------- | --------------------------------------------- | ------------------------------------------------------------- | -------------------------------------------------- |
| 100 m 200 m 400 m | 800 m 1 500 m | 5 000 m | 100 / 110 m haies 400 m haies 3 000 m steeple | Saut en hauteur Saut à la perche Saut en longueur Triple saut | Lancer du poids Lancer du javelot Lancer du disque |

### Calendrier
| #  | Date                  | Lieu       | Meeting                    | 100 | 200 | 400 | 800 | 1500 | 5000 | Stee | 110h | 400h | Haut | Perc | Long | Trip | Poids | Disque | Jave |
| -- | --------------------- | ---------- | -------------------------- | --- | --- | --- | --- | ---- | ---- | ---- | ---- | ---- | ---- | ---- | ---- | ---- | ----- | ------ | ---- |
| 1  | 4 mai 2018            | Doha       | Doha Diamond League        | F   | H   | H   | H   | F    | F    |      | F    | H    | H    | F    |      | H    |       | F      | H    |
| 2  | 12 mai 2018           | Shanghai   | Shanghai Golden Grand Prix | H   | F   | H   | H   | H    |      |      | H/F  | F    | F    | H    | H    | F    | F     |        | F    |
| 3  | 25 et 26 mai 2018     | Eugene     | Prefontaine Classic        | F   | H   | F   | F   | F    | F    | H    | H    | F    | H    | F    |      | H    | H     |        | H    |
| 4  | 31 mai 2018           | Rome       | Golden Gala                | H   | F   | H   | H   | H    |      | F    | F    | H    | F    | H    | H    |      |       | H/F    |      |
| 5  | 7 juin 2018           | Oslo       | Bislett Games              | F   | H   | F   | F   | H    |      | F    |      | H/F  | H    | F    |      | F    | H     | H      | F    |
| 6  | 10 juin 2018          | Stockholm  | Bauhaus-Galan              | F   | H   | F   | H   | F    | H    |      | F    | H    | F    | H    | H/F  |      |       | H      |      |
| 7  | 30 juin 2018          | Paris      | Meeting de Paris           | H   | F   | F   | F   | H    |      | F    | H    | H    | F    | H    |      | F    |       | H/F    |      |
| 8  | 5 juillet 2018        | Lausanne   | Athletissima               | F   | H   | F   | F   | F    | H    |      | H    | H/F  | H    | F    | F    | H    | H     |        | F    |
| 9  | 13 juillet 2018       | Rabat      | Meeting Mohammed-VI        | H   | F   | H   | F   | H    | H/F  | H    | F    |      | F    | H    |      | F    | F     |        | H    |
| 10 | 19 et 20 juillet 2018 | Monaco     | Meeting Herculis           | F   | H   | F   | F   | H    |      | H/F  | H    |      | H    | F    |      | H    | H/F   |        |      |
| 11 | 21 et 22 juillet 2018 | Londres    | London Grand Prix          | H   | F   | H   | H   | F    | H    |      | F    | F    | F    | H    | H/F  |      |       | F      | F    |
| 12 | 18 août 2018          | Birmingham | Birmingham Grand Prix      | H   | F   | H   | H   | F    | F    | H    | H    | F    | H    | F    | F    |      | F     |        | H    |
| 13 | 30 août 2018          | Zurich     | Weltklasse                 | F   | H   | H   | F   | H    | F    | H    |      | H/F  | F    | F    | H    | F    | H     |        | H/F  |
| 14 | 31 août 2018          | Bruxelles  | Mémorial Van Damme         | H   | F   | F   | H   | F    | H    | F    | H/F  |      | H    | H    | F    | H    | F     | H/F    |      |

| H | Épreuves masculines | F | Épreuves féminines |  | Finales |

## Résultats

### Phase de qualification
Chaque épreuve donne lieu à des points attribués en fonction des performances. Depuis 2017, 8 points sont attribués pour le premier, 7 points pour le deuxième, 6 points pour le troisième, 5 points pour le quatrième, 4 points pour le cinquième, 3 points pour le sixième, 2 points pour le septième et 1 point pour le huitième (en 2016, seuls les 6 premiers recevaient des points). Le classement établi à l'issue des 12 premiers meetings détermine les qualifiés pour les finales, à Zurich et Bruxelles.
| Place  | 1er | 2e | 3e | 4e | 5e | 6e | 7e | 8e |
| Points | 8   | 7  | 6  | 5  | 4  | 3  | 2  | 1  |

#### Hommes

##### Courses
| # | Meeting    | 100 m                         | 200 m                           | 400 m                                | 800 m/1000 m                              | 1 500 m/Mile                             | 3 000/5 000 m                         | 110 m haies                 | 400 m haies                                     | 3 000 m steeple                            |
| 1 | Doha       | —                             | Noah Lyles 19 s 83 (MR, PB)     | Steven Gardiner 43 s 87 (WL, MR, NR) | Emmanuel Korir 1 min 45 s 21              | —                                        | —                                     | —                           | Abderrahaman Samba 47 s 57 (WL, MR, NR)         | —                                          |
| 2 | Shanghai   | Reece Prescod 10 s 04         | —                               | Steven Gardiner 43 s 99 (MR)         | Wycliffe Kinyamal 1 min 43 s 91 (MR, PB)  | Timothy Cheruiyot 3 min 31 s 48 (WL)     | —                                     | Omar McLeod 13 s 16 (WL)    | —                                               | —                                          |
| 3 | Eugene     | —                             | Noah Lyles 19 s 69 (PB)         | —                                    | —                                         | —                                        | —                                     | Omar McLeod 13 s 01         | —                                               | Benjamin Kigen 8 min 9 s 07 (PB)           |
| 4 | Rome       | Ronnie Baker 9 s 93 (WL, PB)  | —                               | Fred Kerley 44 s 33 (WL, PB)         | Wycliffe Kinyamal 1 min 44 s 65           | Timothy Cheruiyot 3 min 31 s 22 (WL)     | —                                     | —                           | Abderrahman Samba 47 s 48 (AR, WL, MR, DLR)     | —                                          |
| 5 | Oslo       | —                             | Ramil Guliyev 19 s 90 (SB)      | —                                    | —                                         | Elijah Manangoi 3 min 56 s 95            | —                                     | —                           | Abderrahman Samba 47 s 60 (MR)                  | —                                          |
| 6 | Stockholm  | —                             | Ramil Guliyev 19 s 92           | —                                    | Ferguson Rotich 2 min 14 s 88 (WL, PB)    | —                                        | Selemon Barega 13 min 4 s 05 (WL)     | —                           | Abderrahman Samba 47 s 41 (AR, DLR, MR, PB)     | —                                          |
| 7 | Paris      | Ronnie Baker 9 s 88 (=WL, PB) | —                               | —                                    | —                                         | Timothy Cheruiyot 3 min 29 s 71 (WL)     | —                                     | Ronald Levy 13 s 18         | Abderrahman Samba 46 s 98 (AR, WL, DLR, MR, PB) | —                                          |
| 8 | Lausanne   | —                             | Noah Lyles 19 s 69 (=WL, =PB)   | —                                    | —                                         | —                                        | Birhanu Balew 13 min 1 s 09 (WL, PB)  | Sergueï Choubenkov 12 s 95  | Abderrahman Samba 47 s 42                       | —                                          |
| 9 | Rabat      | Christian Coleman 9 s 98 (MR) | —                               | Akeem Bloomfield 44 s 33 (MR)        | —                                         | Brahim Kaazouzi 3 min 33 s 22 (PB)       | Yomif Kejelcha 7 min 32 s 93 (WL, MR) | —                           | —                                               | Benjamin Kigen 8 min 6 s 19 (WL, PB)       |
| 10 | Monaco     | —                             | Noah Lyles 19 s 65 (WL, MR, PB) | —                                    | —                                         | Timothy Cheruiyot 3 min 28 s 41 (WL, PB) | —                                     | Sergueï Choubenkov 13 s 07  | —                                               | Soufiane el-Bakkali 7 min 58 s 15 (WL, PB) |
| 11 | Londres    | Ronnie Baker 9 s 90           | —                               | Abdalelah Haroun 44 s 07 (NR)        | Emmanuel Korir 1 min 42 s 05 (WL, MR, PB) | —                                        | Paul Chelimo 13 min 14 s 01           | —                           | —                                               | —                                          |
| 12 | Birmingham | Christian Coleman 9 s 94 (SB) | —                               | Fred Kerley 45 s 54                  | Emmanuel Korir 1 min 42 s 79 (MR)         | —                                        | —                                     | Orlando Ortega 13 s 08 (SB) | —                                               | Conseslus Kipruto 8 min 14 s 33            |
| Records et Performances - AR : Record continental (area record) - CR : Record des championnats (championship record) - MR : Record du meeting (meet record) - NR : Record national (national record) - OR : Record olympique (olympic record) - PR : Record paralympique (paralympic record) - PB : Record personnel (personal best) - SB : Meilleure performance personnelle de la saison (season's best) - WL : Meilleure performance mondiale de l'année (world leader) - WJR : Record du monde junior (world junior record) - WR : Record du monde (world record) Circonstances et Conditions - DNF : N'a pas terminé (did not finish) - DNS : N'a pas pris le départ (did not start) - DQ : Disqualification (disqualification) - NM : Aucun essai valable enregistré (No Mark) - Q : Qualifié « directement » au prochain tour (ou à la prochaine compétition), lors d'une compétition majeure, grâce au classement ou à la réalisation des minima (automatic qualifier) - q : Qualifié au prochain tour (ou à la prochaine compétition), lors d'une compétition majeure, grâce au repêchage ou à la réalisation de l'une des meilleures performances parmi celles des « non qualifiés directement » (grâce au meilleur temps ou à la meilleure distance par exemple) (secondary qualifier) |            |                               |                                 |                                      |                                           |                                          |                                       |                             |                                                 |                                            |

##### Concours
| # | Meeting    | Saut en longueur              | Triple saut                       | Saut en hauteur                   | Saut à la perche          | Lancer du poids           | Lancer du disque                        | Lancer du javelot                |
| 1 | Doha       | —                             | Pedro Pablo Pichardo 17,95 m (WL) | Mutaz Essa Barshim 2,40 m (WL)    | —                         | —                         | —                                       | Thomas Röhler 91,78 m            |
| 2 | Shanghai   | Luvo Manyonga 8,56 m (WL)     | —                                 | —                                 | Renaud Lavillenie 5,81 m  | —                         | —                                       | —                                |
| 3 | Eugene     | —                             | Christian Taylor 17,73 m          | Mutaz Essa Barshim 2,36 m         | —                         | Ryan Crouser 22,53 m (MR) | —                                       | Thomas Röhler 89,88 m (MR)       |
| 4 | Rome       | Luvo Manyonga 8,58 m (WL)     | —                                 | —                                 | Sam Kendricks 5,84 m      | —                         | Fedrick Dacres 68,51 m                  | —                                |
| 5 | Oslo       | —                             | —                                 | Mutaz Essa Barshim 2,36 m         | —                         | Tomas Walsh 22,29 m (MR)  | Andrius Gudžius 69,04 m                 | —                                |
| 6 | Stockholm  | Juan Miguel Echevarría 8,83 m | —                                 | —                                 | Armand Duplantis 5,86 m   | —                         | Fedrick Dacres 69,67 m (WL, MR, NR, PB) | —                                |
| 7 | Paris      | —                             | —                                 | —                                 | Sam Kendricks 5,96 m (WL) | —                         | Fedrick Dacres 67,01 m                  | —                                |
| 8 | Lausanne   | —                             | Christian Taylor 17,62 m          | Danil Lysenko 2,37 m              | —                         | Tomas Walsh 21,92 m       | —                                       | —                                |
| 9 | Rabat      | —                             | —                                 | —                                 | Sam Kendricks 5,86 m (MR) | —                         | —                                       | Magnus Kirt 89,75 m (MR, NR, PB) |
| 10 | Monaco     | —                             | Christian Taylor 17,86 m          | Danil Lysenko 2,40 m (WL, MR, PB) | —                         | Ryan Crouser 22,05 m      | —                                       | —                                |
| 11 | Londres    | Luvo Manyonga 8,58 m (MR)     | —                                 | —                                 | Sam Kendricks 5,92 m      | —                         | —                                       | —                                |
| 12 | Birmingham | —                             | —                                 | Brandon Starc 2,33 m (PB)         | —                         | —                         | —                                       | —                                |
| Records et Performances - AR : Record continental (area record) - CR : Record des championnats (championship record) - MR : Record du meeting (meet record) - NR : Record national (national record) - OR : Record olympique (olympic record) - PR : Record paralympique (paralympic record) - PB : Record personnel (personal best) - SB : Meilleure performance personnelle de la saison (season's best) - WL : Meilleure performance mondiale de l'année (world leader) - WJR : Record du monde junior (world junior record) - WR : Record du monde (world record) Circonstances et Conditions - DNF : N'a pas terminé (did not finish) - DNS : N'a pas pris le départ (did not start) - DQ : Disqualification (disqualification) - NM : Aucun essai valable enregistré (No Mark) - Q : Qualifié « directement » au prochain tour (ou à la prochaine compétition), lors d'une compétition majeure, grâce au classement ou à la réalisation des minima (automatic qualifier) - q : Qualifié au prochain tour (ou à la prochaine compétition), lors d'une compétition majeure, grâce au repêchage ou à la réalisation de l'une des meilleures performances parmi celles des « non qualifiés directement » (grâce au meilleur temps ou à la meilleure distance par exemple) (secondary qualifier) |            |                               |                                   |                                   |                           |                           |                                         |                                  |

#### Femmes

##### Courses
| # | Meeting    | 100 m                               | 200 m                            | 400 m                                         | 800 m                                              | 1 500 m/Mile                                 | 3 000/5 000 m                                      | 100 m haies                     | 400 m haies                   | 3 000 m steeple                           |
| 1 | Doha       | Marie-Josée Ta Lou 10 s 85 (WL, PB) | —                                | —                                             | —                                                  | Caster Semenya 3 min 59 s 92 (WL, NR)        | Caroline Chepkoech Kipkirui 8 min 29 s 05 (WL, PB) | Kendra Harrison 12 s 53         | —                             | —                                         |
| 2 | Shanghai   | —                                   | Shaunae Miller-Uibo 22 s 06 (MR) | —                                             | —                                                  | —                                            | —                                                  | Brianna McNeal 12 s 50 (MR)     | Dalilah Muhammad 53 s 77      | —                                         |
| 3 | Eugene     | Marie-Josée Ta Lou 10 s 88          | —                                | Shaunae Miller-Uibo 49 s 52                   | Caster Semenya 1 min 55 s 92 (MR)                  | Shelby Houlihan 3 min 59 s 06 (PB)           | Genzebe Dibaba 14 min 26 s 89                      | —                               | Janieve Russell 54 s 06       | —                                         |
| 4 | Rome       | —                                   | Marie-Josée Ta Lou 22 s 49       | —                                             | —                                                  | —                                            | —                                                  | Sharika Nelvis 12 s 76          | —                             | Hyvin Jepkemoi 9 min 4 s 96 (WL, MR)      |
| 5 | Oslo       | Murielle Ahouré 10 s 91             | —                                | Salwa Eid Naser 49 s 98 (SB)                  | Caster Semenya 1 min 57 s 25                       | —                                            | —                                                  | —                               | Dalilah Muhammad 53 s 65 (SB) | Hyvin Jepkemoi 9 min 9 s 63               |
| 6 | Stockholm  | Dina Asher-Smith 10 s 93            | —                                | Salwa Eid Naser 49 s 84 (NR, PB)              | —                                                  | Gudaf Tsegay 3 min 57 s 64 (MR, PB)          | —                                                  | Brianna McNeal 12 s 38 (WL, MR) | —                             | —                                         |
| 7 | Paris      | —                                   | Shericka Jackson 22 s 05 (PB)    | Salwa Eid Naser 49 s 55 (AR, PB)              | Caster Semenya 1 min 54 s 25 (WL, DLR, MR, NR, PB) | —                                            | —                                                  | —                               | —                             | Beatrice Chepkoech 8 min 59 s 36 (WL, PB) |
| 8 | Lausanne   | Marie-Josée Ta Lou 10 s 90          | —                                | Salwa Eid Naser 49 s 78                       | Francine Niyonsaba 1 min 57 s 80                   | Shelby Houlihan 3 min 57 s 34 (MR, PB)       | —                                                  | —                               | Shamier Little 53 s 41        | —                                         |
| 9 | Rabat      | —                                   | Shaunae Miller-Uibo 22 s 29 (MR) | —                                             | Francine Niyonsaba 1 min 57 s 90                   | —                                            | Hellen Obiri 14 min 21 s 75 (WL)                   | Brianna McNeal 12 s 51 (MR)     | —                             | —                                         |
| 10 | Monaco     | Marie-Josée Ta Lou 10 s 89          | —                                | Shaunae Miller-Uibo 48 s 97 (WL, DLR, MR, NR) | Caster Semenya 1 min 54 s 60 (MR)                  | —                                            | —                                                  | —                               | —                             | Beatrice Chepkoech 8 min 44 s 32 (WR)     |
| 11 | Londres    | —                                   | Jenna Prandini 22 s 16 (PB)      | —                                             | —                                                  | Sifan Hassan 4 min 14 s 71 (WL, DLR, MR, NR) | —                                                  | Kendra Harrison 12 s 36 (WL)    | Shamier Little 53 s 95        | —                                         |
| 12 | Birmingham | —                                   | Shaunae Miller-Uibo 22 s 15 (MR) | —                                             | —                                                  | Sifan Hassan 4 min 0 s 06                    | Agnes Tirop 8 min 32 s 21                          | —                               | Lea Sprunger 54 s 86          | —                                         |
| Records et Performances - AR : Record continental (area record) - CR : Record des championnats (championship record) - MR : Record du meeting (meet record) - NR : Record national (national record) - OR : Record olympique (olympic record) - PR : Record paralympique (paralympic record) - PB : Record personnel (personal best) - SB : Meilleure performance personnelle de la saison (season's best) - WL : Meilleure performance mondiale de l'année (world leader) - WJR : Record du monde junior (world junior record) - WR : Record du monde (world record) Circonstances et Conditions - DNF : N'a pas terminé (did not finish) - DNS : N'a pas pris le départ (did not start) - DQ : Disqualification (disqualification) - NM : Aucun essai valable enregistré (No Mark) - Q : Qualifié « directement » au prochain tour (ou à la prochaine compétition), lors d'une compétition majeure, grâce au classement ou à la réalisation des minima (automatic qualifier) - q : Qualifié au prochain tour (ou à la prochaine compétition), lors d'une compétition majeure, grâce au repêchage ou à la réalisation de l'une des meilleures performances parmi celles des « non qualifiés directement » (grâce au meilleur temps ou à la meilleure distance par exemple) (secondary qualifier) |            |                                     |                                  |                                               |                                                    |                                              |                                                    |                                 |                               |                                           |

##### Concours
| # | Meeting    | Saut en longueur            | Triple saut                        | Saut en hauteur                   | Saut à la perche                | Lancer du poids             | Lancer du disque                 | Lancer du javelot                 |
| 1 | Doha       | —                           | —                                  | —                                 | Sandi Morris 4,84 m (MR)        | —                           | Sandra Perković 71,38 m (WL, MR) | —                                 |
| 2 | Shanghai   | —                           | Caterine Ibargüen 14,80 m (WL)     | Mariya Lasitskene 1,97 m (WL)     | —                               | Gong Lijiao 19,99 m (WL)    | —                                | Lü Huihui 66,85 m (MR)            |
| 3 | Eugene     | —                           | —                                  | —                                 | —                               | —                           | —                                | —                                 |
| 4 | Rome       | —                           | —                                  | Mariya Lasitskene 2,02 m (WL)     | —                               | —                           | Sandra Perković 68,93 m (MR)     | —                                 |
| 5 | Oslo       | —                           | Caterine Ibargüen 14,89 m (SB)     | —                                 | Sandi Morris 4,81 m             | —                           | —                                | Tatsiana Khaladovich 67,47 m (NR) |
| 6 | Stockholm  | Lorraine Ugen 6,85 m (SB)   | —                                  | Mariya Lasitskene 2,00 m          | —                               | —                           | —                                | —                                 |
| 7 | Paris      | —                           | Caterine Ibargüen 14,83 m (=SB)    | Mariya Lasitskene 2,04 m (WL, MR) | —                               | —                           | Sandra Perković 68,60 m (MR)     | —                                 |
| 8 | Lausanne   | Malaika Mihambo 6,90 m      | —                                  | —                                 | Ekateríni Stefanídi 4,82 m      | —                           | —                                | Nikola Ogrodníková 65,02 m        |
| 9 | Rabat      | —                           | Caterine Ibargüen 14,96 m (WL, MR) | Mirela Demireva 1,94 m            | —                               | Christina Schwanitz 19,40 m | —                                | —                                 |
| 10 | Monaco     | —                           | —                                  | —                                 | Anzhelika Sidorova 4,85 m (=PB) | Gong Lijiao 20,31 m         | —                                | —                                 |
| 11 | Londres    | Shara Proctor 6,91 m        | —                                  | Mariya Lasitskene 2,04 m (=WL)    | —                               | —                           | Sandra Perkovic 67,24 m          | Lü Huihui 65,54 m                 |
| 12 | Birmingham | Malaika Mihambo 6,96 m (MR) | —                                  | —                                 | Sandi Morris 4,62 m             | Christina Schwanitz 18,20 m | —                                | —                                 |
| Records et Performances - AR : Record continental (area record) - CR : Record des championnats (championship record) - MR : Record du meeting (meet record) - NR : Record national (national record) - OR : Record olympique (olympic record) - PR : Record paralympique (paralympic record) - PB : Record personnel (personal best) - SB : Meilleure performance personnelle de la saison (season's best) - WL : Meilleure performance mondiale de l'année (world leader) - WJR : Record du monde junior (world junior record) - WR : Record du monde (world record) Circonstances et Conditions - DNF : N'a pas terminé (did not finish) - DNS : N'a pas pris le départ (did not start) - DQ : Disqualification (disqualification) - NM : Aucun essai valable enregistré (No Mark) - Q : Qualifié « directement » au prochain tour (ou à la prochaine compétition), lors d'une compétition majeure, grâce au classement ou à la réalisation des minima (automatic qualifier) - q : Qualifié au prochain tour (ou à la prochaine compétition), lors d'une compétition majeure, grâce au repêchage ou à la réalisation de l'une des meilleures performances parmi celles des « non qualifiés directement » (grâce au meilleur temps ou à la meilleure distance par exemple) (secondary qualifier) |            |                             |                                    |                                   |                                 |                             |                                  |                                   |

### Finales et palmarès 2018

#### Hommes
| #  | Meeting   | 100 m                             | 200 m              | 400 m               | 800 m                        | 1 500 m/Mile                    | 3 000/5 000 m                               | 110 m haies                | 400 m haies            | 3 000 m steeple                 |
| 13 | Zurich    | —                                 | Noah Lyles 19 s 67 | Fred Kerley 44 s 80 | —                            | Timothy Cheruiyot 3 min 30 s 27 | —                                           | —                          | Kyron McMaster 48 s 08 | Conseslus Kipruto 8 min 10 s 15 |
| 14 | Bruxelles | Christian Coleman 9 s 79 (WL, PB) | —                  | —                   | Emmanuel Korir 1 min 44 s 72 | —                               | Selemon Barega 12 min 43 s 02 (WL, DLR, PB) | Sergueï Choubenkov 12 s 97 | —                      | —                               |

| #  | Meeting   | Saut en longueur     | Triple saut                  | Saut en hauteur      | Saut à la perche      | Lancer du poids               | Lancer du disque       | Lancer du javelot       |
| 13 | Zurich    | Luvo Manyonga 8,36 m | —                            | —                    | —                     | Tomas Walsh 22,60 m (DLR, MR) | —                      | Andreas Hofmann 91,44 m |
| 14 | Bruxelles | —                    | Pedro Pablo Pichardo 17,49 m | Brandon Starc 2,33 m | Timur Morgunov 5,93 m | —                             | Fedrick Dacres 68,67 m | —                       |

#### Femmes
| #  | Meeting   | 100 m                   | 200 m                       | 400 m                   | 800 m                        | 1 500 m/Mile             | 3 000/5 000 m               | 100 m haies            | 400 m haies              | 3 000 m steeple                       |
| 13 | Zurich    | Murielle Ahouré 11 s 01 | —                           | —                       | Caster Semenya 1 min 55 s 27 | —                        | Hellen Obiri 14 min 38 s 39 | —                      | Dalilah Muhammad 53 s 88 | —                                     |
| 14 | Bruxelles | —                       | Shaunae Miller-Uibo 22 s 12 | Salwa Eid Naser 49 s 33 | —                            | Laura Muir 3 min 58 s 49 | —                           | Brianna McNeal 12 s 61 | —                        | Beatrice Chepkoech 8 min 55 s 10 (MR) |

| #  | Meeting   | Saut en longueur         | Triple saut               | Saut en hauteur          | Saut à la perche                | Lancer du poids     | Lancer du disque    | Lancer du javelot            |
| 13 | Zurich    | —                        | Caterine Ibargüen 14,56 m | Mariya Lasitskene 1,97 m | Ekateríni Stefanídi 4,87 m (SB) | —                   | —                   | Tatsiana Khaladovich 66,99 m |
| 14 | Bruxelles | Caterine Ibargüen 6,80 m | —                         | —                        | —                               | Gong Lijiao 19,83 m | Yaimé Pérez 65,00 m | —                            |

## Légende
Records et Performances
- AR : Record continental (area record)
- CR : Record des championnats (championship record)
- MR : Record du meeting (meet record)
- NR : Record national (national record)
- OR : Record olympique (olympic record)
- PR : Record paralympique (paralympic record)
- PB : Record personnel (personal best)
- SB : Meilleure performance personnelle de la saison (season's best)
- WL : Meilleure performance mondiale de l'année (world leader)
- WJR : Record du monde junior (world junior record)
- WR : Record du monde (world record)

Circonstances et Conditions
- DNF : N'a pas terminé (did not finish)
- DNS : N'a pas pris le départ (did not start)
- DQ : Disqualification (disqualification)
- NM : Aucun essai valable enregistré (No Mark)
- Q : Qualifié « directement » au prochain tour (ou à la prochaine compétition), lors d'une compétition majeure, grâce au classement ou à la réalisation des minima (automatic qualifier)
- q : Qualifié au prochain tour (ou à la prochaine compétition), lors d'une compétition majeure, grâce au repêchage ou à la réalisation de l'une des meilleures performances parmi celles des « non qualifiés directement » (grâce au meilleur temps ou à la meilleure distance par exemple) (secondary qualifier)